# Líšná (district de Žďár nad Sázavou)
Pour les articles homonymes, voir Líšná.
Líšná (en allemand : Lischna) est une commune du district de Žďár nad Sázavou, dans la région de Vysočina, en République tchèque. Sa population s'élevait à 55 habitants en 2020.

## Géographie
Líšná se trouve à 10 km au nord-est de Nové Město na Moravě, à 17,5 km au nord-est de Žďár nad Sázavou, à 49 km à l'est-sud-est de Jihlava à 134 km au sud-est de Prague.
La commune est limitée par Daňkovice au nord, par Javorek et Nový Jimramov à l'est, par Věcov à l'est et au sud, et par Kuklík et Sněžné à l'ouest.

## Histoire
La première mention écrite de la localité date de 1500.

## Transports
Par la route, Líšná se trouve à 14 km de Nové Město na Moravě, à 23,5 km de Žďár nad Sázavou, à 61,5 km de Jihlava et à 170 km de Prague.